# Amacohíte 2.ª Sección
Amacohíte 2.ª Sección es una localidad del municipio de Huimanguillo ubicado en la subregión de la Chontalpa del estado mexicano de Tabasco.

## Geografía
La localidad de Amacohíte 2.ª Sección se sitúa en las coordenadas geográficas 17°31′14″N 93°30′02″O / 17.520556, -93.500556, a una elevación de 40 metros sobre el nivel del mar.

## Demografía
Según el Conteo de Población y Vivienda 2020, efectuado por el Instituto Nacional de Estadística y Geografía, la localidad de Amacohíte 2.ª Sección tiene 122 habitantes, de los cuales 67 son del sexo masculino y 55 del sexo femenino. Su tasa de fecundidad es de 2.54 hijos por mujer y tiene 33 viviendas particulares habitadas.
| Gráfica de evolución demográfica de Amacohíte 2.ª Sección entre 1910 y 2020 |
|                                                                             |
| INEGI.                                                                      |